# Another Summer Night
Another Summer Night – singiel maltańskiego piosenkarza Fabrizio Faniello napisany przez Paula i Georginę Abelów oraz wydany na debiutanckiej płycie studyjnej artysty zatytułowanej While I’m Dreamin’ z 2001 roku.
W 2001 roku utwór reprezentował Maltę w 46. Konkursie Piosenki Eurowizji dzięki wygraniu na początku lutego finału krajowych eliminacji eurowizyjnych po zdobyciu największego poparcia jurorów. 12 maja Faniello zaprezentował numer jako 21. w kolejności w finale widowiska organizowanego w Kopenhadze i zajął z nim ostatecznie dziewiąte miejsce z 48 punktami na koncie, w tym m.in. z maksymalną notą 12 punktów od Danii.

## Lista utworów
CD single
1. „Another Summer Night” (Radio Edit) – 2:54
2. „Another Summer Night” (Blue Lagoon Mix) – 3:28
3. „Another Summer Night” (Extended Mix) – 5:16
4. „Another Summer Night” (Instrumental) – 2:54

## Personel
Poniższy spis sporządzono na podstawie materiału źródłowego:
- Fabrizio Faniello – wokal prowadzący
- Paul Abel – kompozytor, programowanie
- Georgina Abel – autor tekstów, wokal wspierający
- Wolfram Seifert – gitara
- Manfred Holz – producent muzyczny
- Jürgen Blömke – współproducent
- Frank Motnik – miksowanie, mastering, realizacja nagrań, inżynier dźwięku
- Roger Tirazona – inżynier dźwięku